# فرودگاه نورشوپینگ
 فرودگاه نورشوپینگ (به انگلیسی: Norrköping Airport) یک فرودگاه همگانی با کد یاتا NRK است که یک باند فرود آسفالت دارد و طول باند آن ۲۲۰۳ متر است. این فرودگاه در شهر نورشوپینگ کشور سوئد قرار دارد و در ارتفاع ۵ متری از سطح دریا واقع شده است.

## شرکت‌های هواپیمایی و مقصدهای پروازی
As of April 2016, بی‌ام‌آی رجیونال is the only airline to fly scheduled services from the airport. There are also several charter airlines flying from Norrköping Airport to different destinations in collaboration with charter operators. There are also cargo flights.
| شرکت‌های هواپیمایی                | مقصدهای پروازی                                                        |
| -------------------------------- | --------------------------------------------------------------------- |
| بی‌ام‌آی رجیونال                   | مونیخ                                                                 |
| BRA Braathens Regional Airlines  | فصلی: ویزبه                                                           |
| کرندون ایرلاینز                  | چارتر فصلی: آنتالیا                                                   |
| فری‌برد ایرلاینز                  | چارتر فصلی: آنتالیا                                                   |
| جت تایم                          | چارتر فصلی: آنتالیا، خانیا، گرن کناریا، لارناکا، پالما د مایورکا، رود |
| Malmö Aviation                   | چارتر فصلی: اسپلیت                                                    |
| اسکنجت                           | چارتر فصلی: رییکا                                                     |
| Thomas Cook Airlines Scandinavia | چارتر فصلی: پالما د مایورکا، رود، تنریف جنوبی                         |
| تی‌یوآی‌فلای نوردیک                | چارتر فصلی: فرتیلیا                                                   |